# Nelson Mandela Bay Stadium
Il Nelson Mandela Bay Stadium è uno stadio di Port Elizabeth, in Sudafrica con una capienza di 46.082 spettatori.

## Descrizione
Lo stadio sorge presso il Prince Alfred Park sulle rive del Lago di North End. Il tetto è sostenuto da una struttura in acciaio e la sua forma ricorda quella di un grande fiore bianco.  Il progetto architettonico è dello studio tedesco gmp Architekten. Port Elizabeth è stata una città ospitante del Campionato del Mondo 2010 e lo stadio ha ospitato 5 partite dei gironi, 1 ottavo, 1 quarto di finale e la finale per il terzo posto.
Lo stadio ospita regolarmente le partite casalinghe della squadra di rugby degli Eastern Province Kings.
Dal 2011 al 2014 è stato sede del South Africa Sevens torneo di rugby a 7 facente parte del circuito internazionale World Rugby Sevens Series.

## Campionato mondiale di calcio 2010
Lo stadio è uno degli impianti che ha ospitato il Campionato mondiale di calcio 2010.
Di seguito sono presenti le gare che sono state in esso disputate durante la rassegna mondiale 2010:
| Data           | Ora (CET) | Squadra numero 1 | Ris. | Squadra numero 2 | Fase del torneo  | Spettatori |
| -------------- | --------- | ---------------- | ---- | ---------------- | ---------------- | ---------- |
| 12 giugno 2010 | 13:30     | Corea del Sud    | 2-0  | Grecia           | Girone B         | 31.513     |
| 15 giugno 2010 | 16:00     | Costa d'Avorio   | 0-0  | Portogallo       | Girone G         | 37.034     |
| 18 giugno 2010 | 13:30     | Germania         | 0-1  | Serbia           | Girone D         | 38.294     |
| 21 giugno 2010 | 16:00     | Cile             | 1-0  | Svizzera         | Girone H         | 34.872     |
| 23 giugno 2010 | 16:00     | Slovenia         | 0-1  | Inghilterra      | Girone C         | 36.893     |
| 26 giugno 2010 | 16:00     | Uruguay          | 2-1  | Corea del Sud    | Ottavi di finale | 30.597     |
| 2 luglio 2010  | 16:00     | Paesi Bassi      | 2-1  | Brasile          | Quarti di finale | 40.186     |
| 10 luglio 2010 | 20:30     | Uruguay          | 2-3  | Germania         | Finale 3º posto  | 36.254     |